# Black Medusa
Black Medusa ist ein Spielfilm von ismaël und Youssef Chebbi aus dem Jahr 2021 über eine junge Frau, die in der Stadt Tunis ein Doppelleben führt.

## Handlung
Nada lebt alleine in Tunis und arbeitet im Home-Office als Video-Editorin für ein Start-up-Unternehmen. Der Film folgt ihr über einen Zeitraum von neun Tagen. Nada hat kaum Kontakte, spricht nicht, sondern kommuniziert über eine Voice App ihres Smartphones.
Nachts stürzt sie sich in das Nachtleben der Stadt. Sie reißt Männer auf, die sie mit zu sich nach Hause nimmt. Sie lässt sich ihre Geschichten erzählen, schenkt ihnen Drinks ein, die mit Drogen versetzt sind, fällt dann brutal über sie her und misshandelt sie. Was genau die Motive für ihr exzessives Verhalten sind – allenfalls in einem flüchtigen Flashback Nadas über eine Vergewaltigung angedeutet – lässt der Film im Dunkeln. Als die Firma eine junge Designerin, die 23-jährige Noura, einstellt, scheint sie ein wenig zugänglicher zu werden. Noura verliebt sich in Nada, über deren nächtliche Streifzüge weiß sie nichts.
Eines Tages findet Nada in der Wohnung eines ihrer Opfer ein antikes Messer, von dem sie fasziniert ist, in dem sie mystische Qualitäten zu erkennen meint und das ihre Lust auf Gewalt zu beschleunigen scheint. Sie läuft Gefahr, die Kontrolle über sich zu verlieren. In einer Nacht misslingt ihr der Versuch, den Mann zu betäuben, und sie bringt ihn um.

## Produktion
Black Medusa ist der erste gemeinsame Spielfilm von Youssef Chebbi und Ismaël. Ihre erste Zusammenarbeit fand 2012 statt, als sie zusammen mit Alaeddine Slim den Dokumentarfilm Babylon über den Aufstand 2012 in Libyen drehten. Während der Dreharbeiten entstand die Idee zu einem Remake von Abel Ferraras Film Die Frau mit der 45er Magnum. Der Film sollte in Tunesien spielen, „das Land in Nordafrika mit den weitesten Fortschritten was die Rechte der Frauen betrifft“. Ismaël zeigte aber zunächst wenig Interesse an dem Projekt, auf das die beiden Regisseure erst sieben Jahre später wieder zurückkamen.

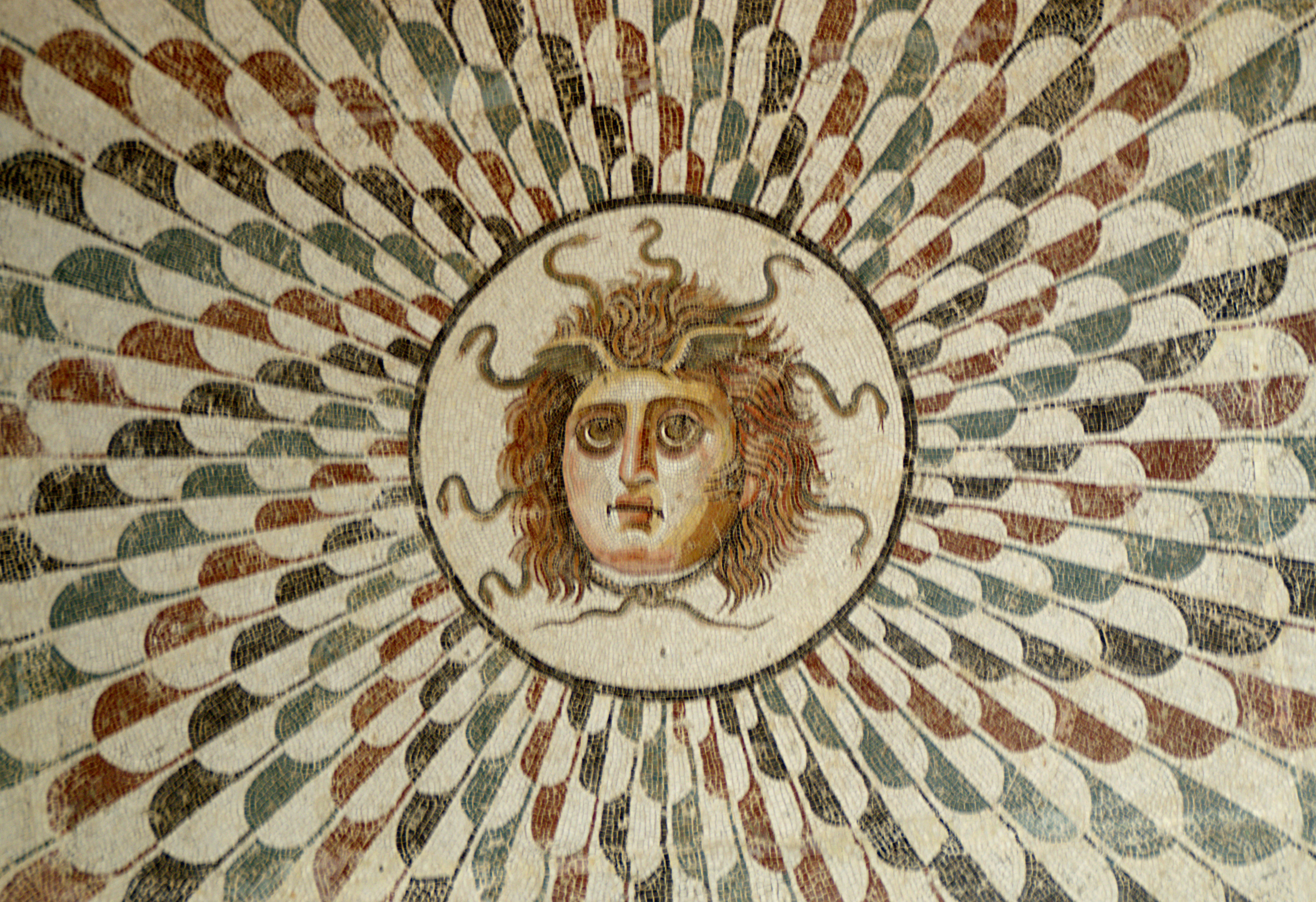
Mosaik der Medusa im Museum von Sousse

Der Titel spielt auf Medusa an, eine der Gorgonen der griechischen Mythologie,
die nach einer Vergewaltigung durch Poseidon alle, die sie anblickten, in Stein verwandelte. Bei einem Museumsbesuch sieht Nada ein Mosaik mit dem Kopf der Medusa und identifiziert sich mit ihr.
Der Film wurde in Schwarzweiß gedreht und von ismaël produziert, der auch an der Regie und dem Drehbuch beteiligt war und den Film editiert hat. Die Produktionskosten betrugen (geschätzt)
203.000 €.
Die Dreharbeiten fanden an verschiedenen Orten in Tunis statt, u. a. im Archäologischen Museum in Sousse, auf dem Grabungsgelände in Feradi Maius und in der Cité d’El Menzah, einem Neubauviertel von Tunis.
Die Musik des tunesischen Filmkomponisten Omar Aloulou wird unterstützt durch das „suggestive, hypnotisch wirkende“ Sound Design von Amal Attaia.
Für die Hauptdarstellerin Nour Hajri war es erst die zweite Rolle in einem Spielfilm.

## Veröffentlichung
Premiere des Films war am 5. Februar 2021 auf dem Filmfestival in Rotterdam, anschließend lief er auf mehreren europäischen Festivals und u. a. am 2. November 2021 auf dem Carthago Film Festival in Tunesien. In Deutschland wurde der Film am 21. Januar 2022 im Fernsehen gezeigt und gleichzeitig im Internet veröffentlicht.

## Rezeption

### Preise und Auszeichnungen
Der Film wurde für 8 Filmpreise nominiert.

### Kritik
Der Film wurde insgesamt von der Filmkritik positiv aufgenommen. Die meistens Kritiker assoziieren den Film inhaltlich mit den sozialen Umwälzungen in Tunesien im Zusammenhang mit dem Arabischen Frühling. Einschränkungen gibt es allerdings, was die Stimmigkeit der Geschichte, die Motivation der Protagonistin und die Intention der Autoren betrifft. „Morally confusing and confused“' bezeichnet John Bleasdale den Film.
Rouven Linnarz vom Filmportal Film-Rezensionen.de bezeichnet Black Medusa als einen geheimnisvollen, düsteren Mix aus Drama und Thriller. Chebbi und Ismaël gelinge vor allem auf ästhetischer Ebene ein äußerst überzeugender Film, dessen Bilder noch lange nachwirkten. Die Bilderwelt, die mit wiederkehrenden Leitmotiven wie dem Messer oder dem Blick der Protagonistin arbeite, reflektiere eine Welt, in der es um das Gesehen-Werden gehe, um das Etablieren einer Fassade, die spätestens hinter verschlossenen Türen in sich zusammenfalle. Andererseits spiegele sich in Black Medusa im „Nachhall zum Arabischen Frühling“ eine Art Befreiungsphantasie wider.
„Africultre“ geht auf das Bild der Stadt Tunis ein, das Regisseur und Kameramann in Black Medusa zeichnen: „Black Medusa ist nicht nur das Porträt einer zornigen jungen Frau im nachrevolutionären Tunesien. Der Regisseur skizziert auch ein Porträt von Tunis: Eine Stadt aus kalten, gesichtslosen Geschäftsgebäuden, dazu ein überbordendes Nachtleben. Darüber hinaus zeigt er uns einen einzigartigen, neuen Blick auf das Tunis der Gegenwart. Er nutzt Nadas monotones und gewalttätiges Doppelleben als eine Metapher, der Film erforscht die tiefliegenden Sorgen und Ängste einer Generation.“